# Quartet de corda núm. 2 (Nielsen)
El Quartet de corda núm. 2 en fa menor, op. 5, va ser compost per Carl Nielsen el 1890, en part a Dinamarca i sobretot a Alemanya, on el compositor estava viatjant amb una beca. El segon dels quatre quartets de corda de Nielsen de la sèrie oficial, es va interpretar per primera vegada en privat per a Joseph Joachim el 18 de novembre de 1890 a la Hochschule für Ausübende Tonkunst de Berlín.

## Origen i context
Nielsen va informar en una entrevista que per escriure el primer moviment del Segon Quartet es va inspirar en un tema que se li va ocórrer de sobte en un tramvia ple de gent de Copenhaguen. El juliol de 1890, en una carta escrita a la seva casa d'infantesa a Nørre Lyndelse, a l'illa de Fiònia, a la seva mestra Orla Rosenhoff, va indicar que el primer moviment s'havia completat i estava preparat per a una còpia justa. Una entrada del diari del 29 de setembre indica que va acabar de completar el tercer moviment a Dresden. Però el segon moviment li va causar problemes considerables i no va ser fins al 5 de novembre, quan era a Berlín, que va informar: "Avui, per fi, ha arribat més lluny en l'Andante (més tard Poco adagio) per al quartet en el qual estic parat durant molt de temps." Va dir a Rosenhoff en una carta datada el 24 de novembre: "He tornat a escriure l'Andante tres vegades". No obstant això, el 28 de novembre que va escriure: ""He acabat l'Andante del quartet avui. Al final! Com m'ha costat aquesta peça!" Ja havia completat el quart moviment abans de marxar de Dresden el 13 de novembre.
aMalgrat els cinc assajos, Nielsen encara estava nerviós per interpretar el quartet per al famós Joseph Joachim durant la tarda del 18 de desembre. Immediatament després de la representació va escriure; "Havíem fet cinc assajos i, així i tot, sonava molt mediocre; és molt difícil de tocar bé, ja que hi ha tantes modulacions, sovint enharmònics, que s'han de tocar tan nets que la meitat de la dificultat hauria estat suficient. A això afegiu-hi la por de tocar per al Joachim, us podeu imaginar que no va anar gaire bé". Joachim, però, va oferir ànims, "elogiant-lo molt per les parts que li agradaven". Més tard va explicar com admirava la "imaginació i el talent" amb què s'havia escrit la música. Encara que Joachim va suggerir que el compositor hauria de reelaborar els llocs que considerava millors en la seva obra, Nielsen es va negar comprensiblement a fer-ho i Joachim finalment va concedir: "Bé, estimat senyor Nielsen, potser sóc un vell filisteu. Escriu com vulguis: sempre que així sigui com ho sentis".

## Recepció
El segon quartet es va interpretar per primera vegada en públic a Copenhaguen el 8 d'abril de 1892 a la sala més petita del Palau Odd Fellows amb Anton Svendsen, Holger Møller, Christian Petersen i Frits Bendix. L'obra va ser ben rebuda i les crítiques van ser bones. El sovint crític Charles Kjærulf va escriure a Politiken: "Va sorgir tan clarament com qualsevol cosa que aquest talent ja és capaç d'un tour de force força notable: tan fèrtil i inflat que realment escalfa el cor i fa que el curs sanguini sigui més ràpid". Berlinske Aftenavis va ser igualment encoratjador, creient que la peça "va demostrar que el Sr. Carl Nielsen és un compositor jove del qual sembla justificat esperar alguna cosa significativa". La peça es va interpretar una vegada més a la nit de compositors de Nielsen el 28 d'abril de 1892, amb crítiques encara més entusiastes.
Durant la seva vida, el Quartet en fa menor de Nielsen es va convertir en una de les seves obres interpretades amb més freqüència, no només a Dinamarca, sinó també, per exemple, a Amsterdam, Rotterdam, Berlín, Leipzig, Manchester, Mèxic i Buenos Aires. Nielsen va dedicar l'obra a Anton Svendsen, líder del Quartet Neruda, que la va tocar en diverses ocasions a la Kammermusikforeningen (Societat de música de cambra).

## Música
- La convulsa obertura de l'Allegro non troppo ma energico, amb el ritme sincopat del tema principal, contrasta amb el romàntic segon tema tocat primer pel violoncel i després pel violí.
- El segon moviment més aviat trist, Un poco adagio, precedeix a
- un atractiu Allegretto scherzando.
- El finale, Allegro appassionato, presenta una innovadora aventura en la tonalitat avalada pel repetit tema d'obertura al violí.[2]